# XV Congreso de la Sociedad Internacional de Musicología
El XV Congreso de la Sociedad Internacional de Musicología se realizó en Madrid del 3 al 10 de abril de 1992, teniendo como tema principal “Culturas Musicales del Mediterráneo y sus ramificaciones”.

## Desarrollo
El XV Congreso de la Sociedad Internacional de Musicología tuvo lugar en el Real Conservatorio Superior de Música de Madrid, teniendo un horario de sesión de mañana (10.00-13.00 h.) y de tarde (16.00-19.00 h.). Estas sesiones se podían dividir en Mesas Redondas, Sesiones de Estudio, Comunicaciones, Sesiones Especiales y Grupos de Estudio, los cuales trataban de diferentes maneras el estudio de la música mediterránea, además de Hispanoamérica, pasando desde la Antigüedad hasta hoy en día.
Estuvo organizado por un comité dirigido por Ismael Fernández de la Cuesta, y un comité científico, bajo la dirección de María del Carmen Gómez y Lothar Siemens, además de los Directorios de la SIM Y de la SEdeM (Sociedad Española de Musicología).
En las Mesas Redondas, predominó el tema sobre la música árabe relacionada con la música occiedental, bajo el título de “El encuentro entre las culturas musicales judías, cristianas y musulmanas en la Península Ibérica”, contando con ponentes como Israel Adler, Zoltan Falvy, Alexander L. Ringer, y Robert Stevenson, entre otros, y presidida por Ammon Shiloah.
Este tema también fue utilizado en las Comunicaciones Libres, bajo el título de Música Islámica y judía y su relación con lo hispánico”, presidida por Susana Weich-Shahak, y ponentes como R. Katz Israel, o M. Cortés García; y en las Sesiones de Estudio, con el título de Cambios en las tradiciones musicales profanas del norte de África actual y del Oriente Mediterráneo”.
En cuanto a los grupos de Estudio, hubo diversos temas, como Iconografía Musical, Cantus Planus, Investigaciones sobre el canto coral, organeros y órganos en torno al histórico órgano ibérico del siglo XVIII....
Las Sesiones Especiales se centraron en dos proyectos internacionales y uno nacional: Nuevas investigaciones generadas por el Proyecto “Universo de la Música”, bajo la dirección de Barry S. Brook, el Inventario Internacional de los textos de Villancicos, dirigido por Paul R. Laird, y el Diccionario de Música Española e Hispanoamericana, dirigido por Emilio Casares, Ismael Fernández de la Cuesta, y José López-Calo.
En la sede, además, hubo una exposición comercial de material relacionado con el programa, donde participaron instituciones europeas y americanas. También hubo actos sociales y culturales, y excursiones como una realizada a León, debido a la exposición “Las Edades del Hombre: la Música en la Iglesia de Castilla y León”.